# Penstemon fruticiformis
Espèce
Penstemon fruticiformis  est une espèce de plantes de la famille des Plantaginacées, originaire d'Amérique du Nord. Elle est connue sous le nom de       Death Valley Beardtongue en anglais.

## Description
Cette espèce est pérenne et peut atteindre 60cm de haut.